# Saint-Julien-sur-Bibost
Saint-Julien-sur-Bibost – miejscowość i gmina we Francji, w regionie Owernia-Rodan-Alpy, w departamencie Rodan.
Według danych na rok 1990 gminę zamieszkiwały 404 osoby, a gęstość zaludnienia wynosiła 30 osób/km² (wśród 2880 gmin regionu Rodan-Alpy Saint-Julien-sur-Bibost plasuje się na 1231. miejscu pod względem liczby ludności, natomiast pod względem powierzchni na miejscu 878.).